# ВАЗ-526
ВАЗ-526 — авиационный роторно-поршневой двигатель, разработан в Научно-техническом центре ВАЗ, предназначен для установки на лёгкие ЛА,  а также на амфибийные суда на воздушной подушке.

## Конструкция
- Система смазки - В зависимости от назначения ЛА комбинированная система смазки может быть с «мокрым» или «сухим» картером.
- Топливная система – распределённый впрыск с электронным управлением который дублируется гидромеханической системой.
- Система зажигания – двухканальная, магнето бесконтактное электронное и батарейное бесконтактно электронно-цифровое.